# Rodion Davelaar
Rodion Davelaar (6 augustus 1990) is een Nederlands Antilliaanse zwemmer.

## Carrière
Bij zijn internationale debuut, op de wereldkampioenschappen kortebaanzwemmen 2004 in Indianapolis, kwam Davelaar op negen onderdelen aan de start, op alle negen onderdelen werd hij echter uitgeschakeld in de series.
Tijdens de Wereldkampioenschappen zwemmen 2007 in Melbourne kwam hij uit op vier onderdelen, op alle onderdelen strandde hij in de series. Op de Pan-Amerikaanse Spelen 2007 in Rio de Janeiro werd Davelaar uitgeschakeld in de series van de 200 meter wisselslag.
Bij de Olympische Zomerspelen van 2008 in Peking kwam hij uit op het onderdeel 50 meter vrije slag voor mannen. In zijn serie eindigde hij op een 2e plaats met een tijd van 24,21 s. Van de 97 deelnemers eindigde hij hiermee op de 57e plaats.
Tijdens de wereldkampioenschappen zwemmen 2009 in Rome werd Davelaar uitgeschakeld in de series van zowel de 50 als de 100 meter vrije slag en de 50 meter schoolslag.
Op de wereldkampioenschappen zwemmen 2011 in Shanghai strandde hij in de series van zowel de 50 als de 100 meter schoolslag.
In Guadalajara nam Davelaar deel aan de Pan-Amerikaanse Spelen 2011, op dit toernooi werd hij uitgeschakeld in de series van de 100 meter schoolslag.

## Internationale toernooien
| Jaar | Olympische Spelen  | WK langebaan                                                                   | WK kortebaan | PanPacs       | Pan-Amerikaanse Spelen |
| ---- | ------------------ | ------------------------------------------------------------------------------ | --- | ------------- | ---------------------- |
| 2004 | geen deelname      |                                                                                | 58e 50m vrije slag 60e 100m vrije slag 33e 50m rugslag 32e 100m rugslag 41e 50m schoolslag 57e 100m vlinderslag 36e 200m wisselslag 14e 4x100m vrije slag 11e 4x100m wisselslag |               |                        |
| 2005 |                    | geen deelname                                                                  | |               |                        |
| 2006 |                    |                                                                                | geen deelname | geen deelname |                        |
| 2007 |                    | 87e 50m vrije slag 102e 100m vrije slag 77e 50m schoolslag 91e 100m schoolslag | |               | 20e 200m wisselslag    |
| 2008 | 57e 50m vrije slag |                                                                                | geen deelname |               |                        |
| 2009 |                    | 90e 50m vrije slag 126e 100m vrije slag 69e 50m schoolslag                     | |               |                        |
| 2010 |                    |                                                                                | geen deelname | geen deelname |                        |
| 2011 |                    | 24e 50m schoolslag 61e 100m schoolslag                                         | |               | 23e 100m schoolslag    |

## Persoonlijke records
Bijgewerkt tot en met 26 juli 2011

### Langebaan
| Afstand         | Tijd    | Datum        | Plaats   |
| --------------- | ------- | ------------ | -------- |
| 50m schoolslag  | 28,21   | 26 juli 2011 | Shanghai |
| 100m schoolslag | 1.04,50 | 24 juli 2011 | Shanghai |